# Tabanus loxomaculatus
Tabanus loxomaculatus är en tvåvingeart som beskrevs av Wang 1981. Tabanus loxomaculatus ingår i släktet Tabanus och familjen bromsar. Inga underarter finns listade i Catalogue of Life.